# Krasznai Máté
Krasznai Máté (1993. augusztus 14. –) magyar kötöttfogású birkózó. Az FTC sportolója. 2013-ban és 2015-ben az országos bajnokságon aranyérmet szerzett 60 és 59 kg-os súlycsoportban.

## Sportpályafutása
2013-ban az országos bajnokságon a 60 kg-os súlycsoportban aranyérmet nyert.
A 2015-ös országos bajnokságon az 59 kg-os súlycsoportban aranyérmes lett az FTC sportolójaként.
A 2016-os birkózó országos bajnokságon ezüstérmet nyert a Ferencvárosi Torna Club színeiben.
A 2017-es birkózó országos bajnokságon aranyérmet szerzett a 66 kg-os súlycsoportban.
A 2018-as birkózó-világbajnokságon a 67 kg-os kötöttfogású birkózás selejtezőjében versenyző Krasznai első ellenfele a kínai Qije Tian volt. A mérkőzést 6–5-re nyerte. A következő ellenfele a nyolcaddöntő során a dán Fredrik Halmquist Bjerrehuus volt. A mérkőzést a dán nyerte 4–0-ra.
Részt vett a 2019-es minszki Európa-Játékokon. A 2019-es világbajnokságon az első mérkőzésén kikapott az azeri Rəsul Çunayevtől és kiesett a további küzdelmekből.